# Cristian Novoa
Cristian Novoa Sandin (Caracas, Distrito Capital, Venezuela; 9 de julio de 1991) es un futbolista venezolano que juega como delantero en el FC Santa Coloma de la Primera División de Andorra.

## Trayectoria
Es un delantero formado en el Caracas FC y jugaría la mayoría de su carrera deportiva en el fútbol venezolano (Caracas FC, Yaracuyanos, Carabobo FC y Metropolitanos), así como un efímero paso por Chipre con el Doxa Katokopias.
Además, jugaría durante dos etapas en la filas del Carabobo FC, donde logró 33 goles en 99 partidos y precisamente en el segundo periodo, Novoa marcó 23 dianas en 69 encuentros, siendo uno de los goleadores de la “Vinotinto Regional” durante el 2017.
En 2018, se marcha al The Strongest La Paz del fútbol boliviano, donde marcaría 11 goles en 27 partidos en la Primera División de Bolivia.
El 7 de febrero de 2019, el UB Conquense confirma el fichaje del delantero de 27 años que llegaría procedente del The Strongest, comprometiéndose hasta el final de la temporada 2018-19 para jugar en la Segunda División B de España.

## Clubes
| Club                      | País           | Año         | Partidos | Goles |
| ------------------------- | -------------- | ----------- | -------- | ----- |
| Caracas FC "B"            | Venezuela      | 2009 - 2010 | 2        | 2     |
| Caracas FC                | Venezuela      | 2010 - 2011 | 10       | 2     |
| Yaracuyanos FC (Cesión)   | Venezuela      | 2012        | 14       | 0     |
| Atlético Miranda (Cesión) | Venezuela      | 2012        | 7        | 14    |
| Caracas FC                | Venezuela      | 2013        | 4        | 0     |
| Carabobo FC               | Venezuela      | 2013 - 2014 | 30       | 10    |
| Doxa FC                   | Chipre         | 2014 - 2015 | 17       | 2     |
| Metropolitanos FC         | Venezuela      | 2015        | 14       | 0     |
| Carabobo FC               | Venezuela      | 2016 - 2017 | 69       | 23    |
| The Strongest             | Bolivia        | 2018        | 36       | 11    |
| UB Conquense              | España         | 2018-2019   | 8        | 0     |
| Indy Eleven               | Estados Unidos | 2019        | 11       | 1     |
| Monagas Sport Club        | Venezuela      | 2020        | 10       | 3     |
| Carabobo FC               | Venezuela      | 2021        | 16       | 1     |
| Fútbol Club Santa Coloma  | Andorra        | 2022-2025   | 73       | 37    |